# اموال سریر مقدس
اموال سریر مقدس توسط پیمان لاتران در سال ۱۹۲۹ که با پادشاهی ایتالیا امضا شد تنظیم می‌شوند. اگرچه این اموال بخشی از خاک ایتالیا هستند، اما برخی از آنها از مصونیت‌هایی مشابه مصونیت‌های سفارتخانه‌های خارجی برخوردار هستند.